# Glycymeris nummaria
Espèce
Glycymeris nummaria, l'Amande de mer violacée, est une espèce de mollusques bivalves de la famille des Glycymerididae.

## Description
Coquilles lisses de 4 à 5 cm, rayonnées. Confusion possible avec Laevicardium oblungum.

## Systématique
Le nom valide complet (avec auteur) de ce taxon est Glycymeris nummaria (Linnaeus, 1758).
L'espèce a été initialement classée dans le genre Arca sous le protonyme Arca nummaria Linnaeus, 1758.
Glycymeris nummaria a pour synonymes :
- Arca insubrica Brocchi, 1814
- Arca nummaria Linnaeus, 1758
- Cardium gaditanum Gmelin, 1791
- Glycymeris cor (Lamarck, 1818)
- Glycymeris insubrica (Brocchi, 1814)
- Glycymeris violacescens (Lamarck, 1819)
- Glycymeris violascens
- Pectunculus cor Lamarck, 1805
- Pectunculus nudicardo Lamarck, 1819
- Pectunculus obliquatus de Rayneval & Ponzi, 1854
- Pectunculus pilosellus Risso, 1826
- Pectunculus pilosus subsp. insubricus (Brocchi, 1814)
- Pectunculus purpurascens Mac Andrew, 1854
- Pectunculus reticulatus Risso, 1826
- Pectunculus transversus Lamarck, 1819
- Pectunculus violacescens f. tumida Monterosato, 1892
- Pectunculus violacescens f. typica Monterosato, 1892
- Pectunculus violacescens var. lactea Monterosato, 1889
- Pectunculus violacescens var. pallida Bucquoy, Dautzenberg & Dollfus, 1892
- Pectunculus violacescens var. radiata Pallary, 1900
- Pectunculus violacescens var. solida Bucquoy, Dautzenberg & Dollfus, 1892
- Pectunculus violacescens Lamarck, 1819
- Pectunculus zonalis Lamarck, 1819